# 陳妙怡
陳妙怡（Chen Miao-yi，1983年2月23日—），是一名台灣女子壘球運動員，曾代表中華台北參加2004年及2008年兩屆奧林匹克運動會。現任國立臺灣師範大學運動競技學系助理教授。